# Seventh Wonder
Seventh Wonder es una banda de metal progresivo de Estocolmo, Suecia, formada en el año 2000. 

## Historia
Seventh Wonder fue formada en el año 2000 por el bajista Andreas Blomqvist, el guitarrista Johan Liefvendahl y el baterista Johnny Sandin, después de que la banda en la que tocaban se separara. Su música comenzó a desarrollarse en la dirección del metal progresivo, lo cual se afianzó aún más con la llegada del tecladista Andreas Kyrt Söderin a finales del mismo año. Grabaron dos demos, Seventh Wonder en el año 2001 y Temple In The Storm en el año 2003, ambos de los cuales fueron recibidos con buena crítica.
Varios vocalistas han formado parte de la banda a lo largo de su historia, entre otros Ola Halén de la banda de power metal Insania Sthlm. El vocalista con mayor permanencia en la banda durante el pasado fue Andi Kravljaca (ex: Heave, ahora Silent Call), siendo él quien cantó en el álbum Become, lanzado en el 2005 después de acordar un contrato de grabación con la disquera finlandesa Lion Music. Antes del lanzamiento de Become en el año 2005, Tommy Karevik se unió a la banda. Become tuvo una muy buena recepción. A pesar del éxito del disco, Andi se separó de la banda.
El siguiente álbum, titulado Waiting in the Wings, fue grabado el 2006 y fue mezclado y masterizado por Tommy Hansen. Waiting in the Wings obtuvo una mejor aún recepción que el disco anterior, recibiendo varias puntuaciones de 10 sobre 10 «Revisión por "Prognaut"». 10 de enero de 2007. Archivado desde el original el 22 de octubre de 2009.
El 2007 fue un año donde la banda se dedicó a escribir nuevo material y a tocar en vivo. Durante este año tocaron en Suecia, Dinamarca, Noruega, Inglaterra y Holanda junto con artistas como Jørn Lande, Pagan's Mind, Queensrÿche, Testament, Sun Caged y Redemption. En agosto del 2007 la banda se separó de Intromental Management, pero continuó trabajando con Lion Music.
Seventh Wonder lanzó su siguiente álbum, titulado Mercy Falls el 12 de septiembre de 2008. Este álbum es una pieza conceptual sobre un hombre que cae en un coma después de estar involucrado en un accidente automovilístico y sueña con un lugar llamado Mercy Falls, mientras su familia hace intentos en vano por despertarlo de su coma. En diciembre del 2009, comenzaron a crear material para The Great Escape. Entraron al estudio de grabación en abril del 2010 y periódicamente publicaron actualizaciones en su canal de YouTube. El álbum The Great Escape fue lanzado el 3 de diciembre del 2010, y fue muy bien recibido tanto por el público como por la crítica.
Antes del lanzamiento del álbum, el baterista Johnny Sandin deja la banda por razones personales. El 25 de abril de 2011, Seventh Wonder anuncia que Stefan Norgren reemplazará a Sandin en la batería. 
En junio del 2012, se anunció que Tommy Karevik sería el nuevo vocalista de Kamelot, pero él mencionó que no tenía ninguna intención de dejar Seventh Wonder.
El 7 de septiembre del 2013, la banda anunció que grabarían un DVD en vivo en el festival "ProgPower USA" que sería llevado a cabo el 2014, tocando el álbum Mercy Falls por completo, por primera y última vez en vivo. En el año 2016, la banda firmó con la disquera italiana Frontiers Records para lanzar un CD/DVD con el nombre de Welcome To Atlanta Live 2014 el 23 de septiembre de 2016, junto con un nuevo álbum, el cual se espera que sea lanzado en el año 2017.
El 16 de marzo de 2022, la banda anunció que su nuevo álbum, The Testament, saldría a la venta el 10 de junio Tras el lanzamiento del álbum, Karevik anunció su marcha de la banda el 12 de junio de 2023.

## Estilo
Seventh Wonder mezcla pasajes instrumentales de guitarra con ritmos acelerados, acompañados de vocales con melodía alta. Son reconocidos por el virtuosismo técnico del bajista Andreas Blomqvist y el guitarrista Johan Liefvendahl.

## Miembros

### Miembros actuales
- Andreas Blomqvist - bajo (2000–presente)
- Johan Liefvendahl - guitarra (2000–presente)
- Andreas "Kyrt" Söderin - teclado (2000–presente)
- Stefan Norgren - batería (2011–presente)

### Miembros anteriores
- Johnny Sandin - batería (2000–2010)[6]
- Andi Kravljaca - vocales (2002–2005)[7]
- Ola Halén - vocales (2001–2002)[8][9]
- Tommy Karevik - vocales (2005–2023)

## Discografía

### Demos
- Seventh Wonder (2001)
- Temple in the Storm (2003)

### Álbumes de estudio
- Become (2005)
- Waiting in the Wings (2006)
- Mercy Falls (2008)
- The Great Escape (2010)
- Tiara (2018)
- The Testament (2022)

### Álbumes en vivo
- Welcome To Atlanta Live 2014 (2016)